# Eu não quero voltar sozinho
Eu não quero voltar sozinho es un cortometraje brasileño lanzado en 2010, dirigido por Daniel Ribeiro. El cortometraje ganó el Premio Iris (Iris Prize) 2011.

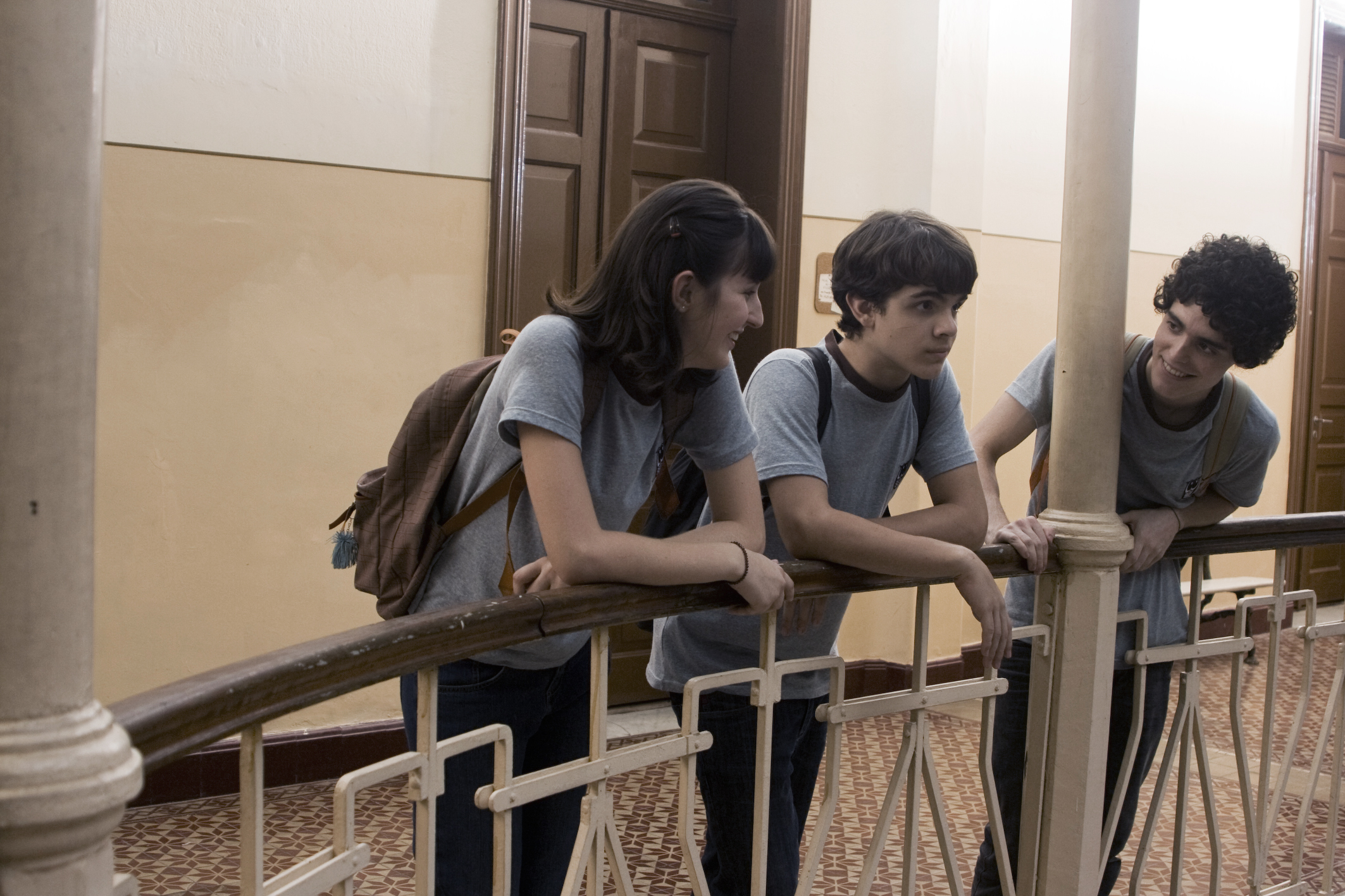
Giovana, Leonardo y Gabriel en Eu Não Quero Voltar Sozinho

## Trama
El film cuenta la historia de Leonardo, un adolescente ciego que se enamora de su nuevo compañero de curso en el colegio, Gabriel. Leonardo tiene que lidiar con los celos de su mejor amiga, Giovana, al mismo tiempo que con el hecho de sentir algo por Gabriel.

## Película
En diciembre de 2012, en la cuenta oficial de Twitter de este cortometraje se anunció que una película basada en el mismo estaba ya en producción y que su nombre sería Todas as coisas mais simples, después de dos años de preparación del libreto. Actualmente el casting está completo, con los tres mismos actores principales repitiendo sus personajes.
El 10 de septiembre el año 2013 fue anunciado por el director Daniel Ribeiro que el título Todas las cosas más simples era provisional, así como desconectado de la muy genérica idea del corto. Y después de mucha discusión y debate en torno a un nuevo nombre, llegó a un título que refleja tanto los cambios en la película como los conflictos de Leonardo. Y entonces se anunció el nuevo título: Hoje eu quero voltar sozinho.
La fecha de lanzamiento original, se suponía que era el 28 de marzo de 2014, pero se aplazó al 10 de abril. Antes de eso, su primera exhibición pública fue la exposición paralela más importante del Festival de Berlín, la feria Panorama, que tuvo lugar entre el 6 y el 16 de febrero de 2014.
Hoje eu quero voltar sozinho llega en formato digital en iTunes el 26 de junio de 2014, alcanzando el segundo puesto de los más descargados en menos de 24 horas.
En el Reino Unido, el distribuidor Peccadillo Pictures ha adquirido los derechos para mostrar la película, y quieren llevarlo a los cines en noviembre de 2014.

## Censura
La película hacía parte del Cine Educação, programa que proyecta películas en las escuelas en colaboración con Muestra Latinoamericana de Cine y Derechos Humanos. Después de haber sido exhibido en una sala de clases en Acre, el cortometraje fue confundido con el Kit Anti-Homofobia, material didáctico preparado por el Ministerio de Educación, cuya distribución había sido prohibida. Líderes religiosos de Acre presionaron a políticos de la región y consiguieron la prohibición del programa Cine Educação y la proyección de la película en las escuelas del estado.

## Reparto
- Guilherme Lobo como Leonardo
- Fabio Audi como Gabriel
- Tess Amorim como Giovana

## Reconocimientos en festivales y premios
- IV Festival Internacional de Cinema de Itu -Cinemamundo
  - Premio: Mejor Guion
- 3º Festival Paulínia de Cinema[1]
  - Premio: Troféu Menina de Ouro de Melhor Filme de Curta Metragem - Juri Oficial
  - Premio: Troféu Menina de Ouro de Melhor Filme de Curta Metragem - Juri Popular
  - Premio: Troféu Menina de Ouro de Melhor Filme de Curta Metragem - Premio de la Crítica
  - Premio: Troféu Menina de Ouro de Melhor Roteiro
- Festival Internacional de curtas-metragens de São Paulo[2]
  - Premio: Troféu Coelho de Prata - Mix Brasil
  - Seleccionado entre las 10 películas más votadas por el público
- Entretodos 3 - Festival de Curtas de Direitos Humanos[3]
  - Premio: Mejor Guion
- Festival do Rio 2010[4]
- 10ª Goiânia Mostra Curtas[5]
  - Mención de Honor[6]
- CineBH[7]
- Close - Festival da Diversidade Sexual[8]
  - Mejor Filme Juri Popular
  - Mejor Filme Juri Oficial
  - Mejor Actor - Ghilherme Lobo
  - Mejor Actriz - Tess Amorim
  - Mejor Dirección de Arte
  - Mejor Fotografía
  - Mejor Guion
- 17º Festival de Cinema e Vídeo de Cuiabá[9]
  - Mejr Filme Júri Popular
  - Mejor Dirección
- Curta Cinema 2010[10]
- 9º Festival Nacional de Cinema de Varginha[11]
  - ET de Prata - Mejor Dirección
- 7º Amazonas Film Festival[12]
- 5º Mostra Cinema e Direitos Humanos na América do Sul[13]
- 1º FestZoom – Festival de Audiovisual para Jovens[14]
- 18º Mix Brasil[15]
  - Coelho de Ouro - Mejor Cortometraje Nacional
  - Coelho de Prata - Mejor Interpretación - Ghilherme Lobo
  - Coelho de Prata - Mejor Guion
- 4º For Rainbow - Festival de Cinema e Cultura da Diversidade[16]
  - Mejor Dirección
  - Mejor Fotografía
- 4º Festival Internacional de Cinema de Itu[17]
  - Mejor Guion
- 4º Cine MuBE - Vitrine Independente[18]
- Curta Cine Malagueta – 2° Festival Nacional Curtas-Metragens de Rondonópolis[19]
  - Mejor Película- Muestra Nacional
- 17º Vitória Cine Vídeo[20]
  - Mejor Guion
- 6º Fest Aruanda[21]
  - Mejor Cortometraje Nacional - Juri Popular
- II Curta Carajás[22]
  - Mención de Honor
- Mostra de Cinema de Tiradentes[23]
- 7º Festival Internacional de Cine de Monterrey

### Premios ganados
| Festival de cine    | Categoría                              | Año  | lanzamiento |
| ------------------- | -------------------------------------- | ---- | ----------- |
| Outfest             | Outstanding Dramatic Short Film        | 2011 | Ganador     |
| Iris Prize Festival | Iris Prize                             | 2011 | Ganador     |
| Cork Film Festival  | OutLook Award for Best LGBT Short Film | 2011 | Ganador     |
| Reel Affirmations   | Best Male Short                        | 2011 | Ganador     |